# Bytro Labs
Bytro Labs es uno de los 50 desarrolladores de software de juegos más grandes de Alemania con sede en Hamburgo, que desarrolla y opera juegos en línea móviles y de navegador.

## Historia
Bytro Labs fue fundada en 2009 por Felix Faber, Tobias Kringe y Christopher Lörken en Friburgo de Brisgovia. Mientras estudiaban ciencia cognitiva, se unieron para desarrollar su propio juego de estrategia el cual se terminaría llamando Supremacy 1914.
En 2011, publicaron PanzerWars, el primer videojuego para móviles de la compañía.
En 2013, Bytro Labs fue adquirida por el grupo sueco Stillfront.
El 22 de junio de 2015 publicaron Call Of War, otro juego de estrategia de navegador basado en la Segunda Guerra Mundial.
El 10 de junio de 2016 anunciaron New World Empires, un juego de estrategia colonial para navegador.
En 2017 lanzaron Call Of War para dispositivos móviles y Steam. Saliendo un año más tarde en las tiendas oficiales de Google Play y App Store

## Modelo de negocio
Los juegos de Bytro Labs son gratuitos con microtransacciones. Alrededor de 5 millones de usuarios registrados en todo el mundo juegan a los juegos de la compañía.

## Juegos Publicados
| Título            | Año de Lanzamiento |
| ----------------- | ------------------ |
| Supremacy 1914    | 2010               |
| PanzerWars        | 2011               |
| Industry Tycoon   | 2011               |
| Thirty Kingdoms   | 2014               |
| Call of War       | 2015               |
| New World Empires | 2016               |

## Premios
La empresa ha recibido los siguientes premios: 
- 2009 - Juego de navegador del año para el juego Supremacy 1914
- Fundador del mes de junio de 2010 en NewCome.de
- 2012 - 3er lugar del Technology Fast 50 de Deloitte.de para el crecimiento de jóvenes emprendedores
- MMO del año de febrero de 2013 con Topia Island